# Karnin (stacja kolejowa)
Karnin – nieistniejąca stacja kolejowa w Karninie, dzielnicy miasta Usedom, na wyspie Uznam w Niemczech. W pobliżu byłej stacji znajduje się zabytkowy most podnoszony nad Pianą.